# Victorious 2.0: More Music from the Hit TV Show
Victorious 2.0: More Music from the Hit TV Show ist der zweite Soundtrack zu der gleichnamigen Fernsehserie. Die meisten Songs sind auch in verschiedenen Episoden der Serie zu hören.

## Veröffentlichung
In den USA wurde der Soundtrack am 5. Juni 2012 veröffentlicht.

## Singles
Take a HintDas Lied wird von Victoria Justice und Elizabeth Gillies gesungen. Der Song wurde am 3. März 2012 veröffentlicht und war am selben Tag auch in der Victorious-Episode Tori & Jade’s Playdate zu hören.
Make It in AmericaMake It in America wird von Victoria Justice gesungen. Das Lied erschien am 15. Mai 2012, das dazugehörige Musikvideo am 18. Mai 2012. Justice sang den Song am 15. Mai 2012 in der Show von Ellen DeGeneres. Außerdem ist er in der Folge Tori Goes Platinum zu hören.

## Titelliste
| #  | Titel                     | Interpret                              | Länge |
| -- | ------------------------- | -------------------------------------- | ----- |
| 1. | Make It In America        | Victoria Justice                       | 3:20  |
| 2. | Take a Hint               | Victoria Justice & Elizabeth Gillies   | 2:37  |
| 3. | Shut Up and Dance         | Victoria Justice                       | 1:50  |
| 4. | Fingaz to the Face        | Victorious-Cast                        | 1:58  |
| 5. | Countdown                 | Leon Thomas III feat. Victoria Justice | 3:27  |
| 6. | Don’t You Forget About Me | Victorious-Cast                        | 4:07  |
| 7. | I Think You’re Swell      | Matt Bennett                           | 3:48  |